# 德拉甘·拉博维奇
德拉甘·拉博维奇（1987年4月20日—2025年5月9日），塞尔维亚男子篮球运动员。他曾代表塞尔维亚国家队参加2007年国际篮联欧洲锦标赛，结果队伍止步小组赛阶段。